# 寒河江市立柴橋小学校
寒河江市立柴橋小学校（さがえしりつ しばはししょうがっこう）は、山形県寒河江市にある公立小学校。

## 校章
桜花に松葉をデザインしたものとしている。

## 沿革
- 1873年（明治6年）5月8日 -  柴橋村旧陣屋を校舎に，安食弥兵衛氏所有地を校地にして創設。「休明学校」。
- 1874年（明治7年）4月 - 柴橋学校となる。中郷と平塩に分校創設。
- 1892年（明治25年）4月 - 中郷・平塩の両校を合併して，柴橋尋常小学校となる。
- 1902年（明治35年）
  - 4月 - 高等科を設置し，柴橋尋常高等小学校に改称。
  - 5月25日 - 柴橋と金谷の間に新校舎落成。
- 1934年（昭和9年）9月 - 現在地に校舎完成
- 1941年（昭和16年）4月1日 - 柴橋村国民学校と校名を変更。
- 1947年（昭和22年）4月1日 - 柴橋村立柴橋小学校と校名変更。
- 1954年（昭和29年）8月1日 - 市町村合併により、校名が寒河江市立柴橋小学校に変更。
- 1989年（平成元年）7月20日 - 新校舎・体育館が完成。

## 学区
柴橋、落衣、落衣南町、内の袋、木ノ沢、松川東、松川西、金谷、中郷、平塩からなる。

## 校風
- 金管バンド・太鼓の伝統がある。
- 学校はほとんどがカーペットのオープンスペースである。
- 大きな食堂があり、1か月交代でクラス別食堂給食がある。

## 児童数
| 年度 | 男子 | 女子 | 計  |
| ---- | ---- | ---- | --- |
| 2011 | 151  | 135  | 286 |
| 2009 | 157  | 151  | 308 |
| 2008 | 148  | 153  | 301 |
| 2007 | 164  | 154  | 318 |
| 2006 | 173  | 145  | 318 |
| 2005 | 176  | 160  | 336 |
| 2004 | 185  | 157  | 342 |
| 2003 | 186  | 163  | 349 |
| 2002 | 196  | 166  | 362 |

## 卒業後の進路
- 寒河江市立陵南中学校に進学する[2]。